# Kabazi (periodiskt vattendrag i Burundi, Makamba)
Kabazi är ett periodiskt vattendrag i Burundi.   Det ligger i provinsen Makamba, i den södra delen av landet, 110 kilometer sydost om huvudstaden Bujumbura.
Omgivningarna runt Kabazi är en mosaik av jordbruksmark och naturlig växtlighet. Runt Kabazi är det ganska tätbefolkat, med 179 invånare per kvadratkilometer.